# Klaar van der Lippe

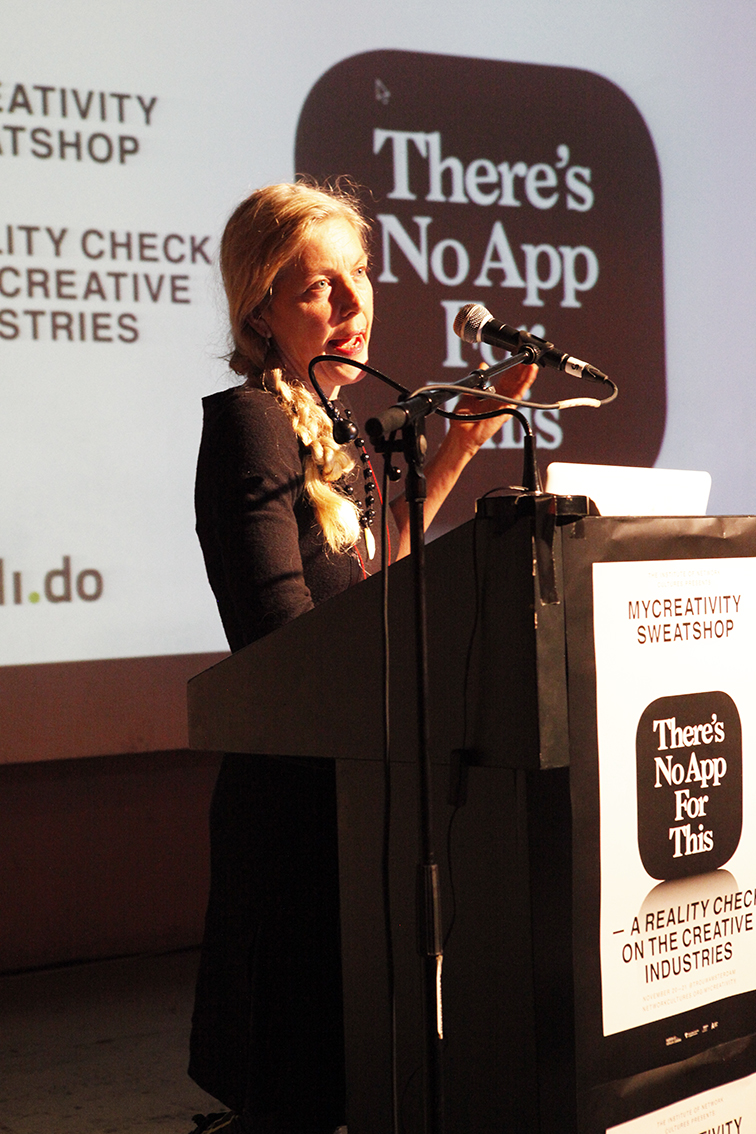
Klaar van der Lippe auf dem MyCreativity Sweatshop Symposium am 20. November 2014 in Amsterdam

Klaartje Marie „Klaar“ van der Lippe (* 21. Dezember 1961 in Leiden) ist eine niederländische Installationskünstlerin, Videokünstlerin, Bildhauerin und Modedesignerin.

## Leben und Werk
Klaar van der Lippe ist die älteste Tochter des Seefahrers und Stuckateurs W. U. L. S. van der Lippe und Maria J. A. Verhoeven. Die Videokünstlerin Marieke van der Lippe ist eine ihrer Schwestern. Klaar van der Lippe wuchs in Leiden in Südholland auf, studierte bis 1985 Bauingenieurwesen an der Technischen Universität Delft und schloss von 1986 bis 1988 ein Studium an der Willem de Kooning Academie in Rotterdam an.
Van der Lippe arbeitet mit Performances, Skulpturen und Kleidung, die Skulptur ist. Seit Beginn der 1990er Jahre ist sie bekannt für interaktive Kunst im öffentlichen Raum. Sie arbeitete mehrere Jahre zusammen mit Joep van Lieshout. Mit dem Künstler Bart Stuart arbeitet sie seit 2005.
Klaar van der Lippe hat an dem Reality-TV Programm Expeditie Robinson teilgenommen.

## Ausstellungen (Auswahl)
- 2009: Rebelle: Art & Feminism, 1969–2009 – Museum Arnhem, Arnheim[5]
- 2001: Untragbar – Mode als Skulptur – Museum für Angewandte Kunst Köln[6]
- 1996: Klaar van der Lippe: all systems:GO: utopische modellen – Museum Boijmans Van Beuningen, Rotterdam

## Auszeichnungen
- 1994: Charlotte-Köhler-Preis[7]